# Galič (Russia)
Galič (anche traslitterato come Galich) è una cittadina della Russia europea centrale, situata nell'Oblast' di Kostroma, 170 chilometri a nordest del capoluogo Kostroma, sulle rive meridionali del piccolo lago omonimo; è il capoluogo del rajon (distretto) Galičskij.
Appare nelle cronache locali a partire dal 1234, con il nome di Galič Merskij, ossia Galič dei Merja; sviluppatasi nei secoli successivi grazie al commercio di sale e pellicce, ottenne lo status di città nel 1778.

## Società

### Evoluzione demografica
Fonte: mojgorod.ru
- 1897: 6 200
- 1939: 13 700
- 1970: 19 400
- 1989: 21 700
- 2002: 19 151
- 2006: 18 200